# On a Very Special Episode…
«On a Very Special Episode…» (с англ. — «В особом эпизоде…») — пятый эпизод американского мини-сериала «Ванда/Вижн», основанного на персонажах Ванда Максимофф / Алая Ведьма и Вижн из «Marvel Comics». В этом сериале пара пытается скрывать свои способности, так как они живут идиллической пригородной жизнью в городе Уэствью. Действие эпизода происходит в медиафраншизе «Кинематографическая вселенная Marvel» (КВМ), и он напрямую связан с фильмами франшизы. Сценарий к эпизоду написали Питер Кэмерон и Маккензи Дор, а режиссёром стал Мэтт Шекман.
Элизабет Олсен и Пол Беттани вновь исполняют соответствующие роли Ванды Максимофф и Вижна из серии фильмов, и главные роли также исполняют Тейона Паррис, Эван Питерс, Рэндалл Парк, Кэт Деннингс и Кэтрин Хан. Шекман присоединился к сериалу в августе 2019 года. Этот эпизод отдаёт дань уважения ситкомам 1980-х и 1990-х годов, таким как «Семейные узы», «Проблемы роста», «Розанна» и «Полный дом», и представляет Питерса как брата-близнеца Ванды, «Пьетро». Роль этого персонажа ранее исполнял в КВМ Аарон Тейлор-Джонсон, в то время как Питерс играл другую версию персонажа в серии фильмов «Люди Икс». Съёмки проходили в мегаполисе Атланты, а также на студии «Pinewood Atlanta Studios» и в Лос-Анджелесе.
Эпизод «В особом эпизоде…» был выпущен на «Disney+» 5 февраля 2021 года.
Критики высоко оценили эпизод за начальную сцену и музыкальную тему эпизода, а также за развитие сюжетных линий и широкий резонанс с появлением Питерса в роли «Пьетро Максимоффа».

## Сюжет
В обстановке 1980-х гг. Ванда и Вижн изо всех сил пытаются успокоить плачущих Томми и Билли. Появляется Агнес и предлагает присмотреть за мальчиками, но Вижн сомневается в её поведении. В то время как Вижн начинает спрашивать Ванду о странностях в городе, дети вырастают до 5-летнего возраста, на что Агнес никак не реагирует.
На базе организации «М.Е.Ч.» Тайлер Хейворд сообщает, что Ванда — причина всех аномалий в Уэствью и обвиняет Ванду в краже тела Вижена из лаборатории организации «М.Е.Ч.». Моника Рамбо отказывается верить в это. Хэйворд показывает агентам видеозапись, на которой Ванда крадёт мёртвое тело Вижна с базы «М.Е.Ч.а». Моника обнаруживает, что её спецкостюм, в который она была одета, когда попала в Уэствью, внутри силового поля превратился в одежду 1970-х гг. Это говорит о том, что Максимофф не создаёт, а только переписывает реальность.
Томми и Билли приносят домой пса, которого скрывают от матери и просят его оставить. Агнес предлагает назвать его Спарки (Искорка). Когда Ванда и Вижн решают, что близнецы ещё слишком малы, чтобы заботиться о собаке, те вырастают в 10-летних юношей. На работе Вижн получает электронное письмо от организации «М.Е.Ч.», попавшем в купол, в котором раскрывается ситуация в Уэствью. Вижн «освобождает» сознание своего коллеги Норма, чьей настоящей личностью оказывается житель городка Абилаш Тандон. Абилаш паникует и просит спасти его семью, и Вижн в страхе возвращает Абилаша в транс.
«М.Е.Ч.» приходит к выводу, что если использовать старый дрон, он не будет переписан, ввиду того, что он уже является таковым и переписать его на самого же себя невозможно. «М.Е.Ч.» отправляет в Уэствью дрон из 1980-х гг. компании «Stark Industries», управляемый Моникой, однако Хейворд неожиданно отдаёт приказ «огонь на поражение». Ванда уничтожает дрон, выходит из силового поля и возвращает разрушенный дрон Хейворду. Ванда предупреждает всех о том, что лучше оставить её в покое. После этого Ванда усиливает барьер своей магией. После неожиданной гибели Спарки близнецы просят Ванду вернуть его к жизни, но она отвечает, что сделать это нельзя и необходимо принять это событие.
Вижн рассказывает Ванде о том, что знает про захват города. Она уходит от ответа, но Вижн продолжает спорить с ней и говорит, что не может вспомнить своего прошлого до Уэствью. Ванда отвечает, что не контролирует всё и не знает, как они тут оказались. В этот момент звонком в дверь их прерывает её мёртвый брат «Пьетро». Смотрящая ситком Дарси удивляется, почему Ванда сменила внешность своего брата.
Рекламный ролик во время ситкома «Ванда/Вижн» представляет бумажные полотенца марки «Лагос».

## Производство

### Разработка
К октябрю 2018 года «Marvel Studios» разрабатывала мини-сериал с участием Ванды Максимофф (Элизабет Олсен) и Вижна (Пол Беттани) из фильмов кинематографической вселенной Marvel (КВМ). В августе 2019 года Мэтт Шекман был нанят в качестве режиссёра мини-сериала. Шекман, наряду с главным сценаристом Жак Шеффер, Кевином Файги, Луисом Д’Эспозито и Викторией Алонсо стали исполнительными продюсерами:50. Файги описал сериал как наполовину «классический ситком, наполовину марвеловский блокбастер», отдающий дань уважения многим эпохам американских ситкомов. К пятому эпизоду, названному «В особом эпизоде…», сценарий написали Питер Кэмерон и Маккензи Дор, и в этом эпизоде реальность ситкома отдаёт дань уважения ситкомам 1980-х и 1990-х годов.

### Сценарий
Жак Шеффер чувствовала, ощущала, что все десятилетие ситкомов 1980-х годов оказало влияние на этот эпизод, включая «Семейные узы», «Полный дом», «Проблемы роста», «Кто здесь босс?», «Розанна» и в особенности «Только 10 из нас». Шеффер была заинтересована в том, чтобы показать отражение разных взглядов брака Ванды и Вижна, что приводит к более «аутентичной» внутренней картине их отношений. Беттани добавил, что сериал пользуется тем фактом, что пары, показанные в ситкомах начала 1980-х годов, «не совсем любили друг друга» по сравнению с теми, что были в ситкомах 1950-1970-х годов. Беттани также описал ситкомы 1980-х годов как эпизоды с «поучительными моментами», которые иногда афишировались как «специальные эпизоды», когда они затрагивали сложные вопросы. Одной из тем, поднятой в «В особом эпизоде…», является невозможность пропустить трудные моменты жизни.
В сериале присутствуют поддельные рекламные ролики, которые, по словам Файги, указывают на то, что «часть правды шоу начинает просачиваться наружу», и в «В особом эпизоде…» присутствует реклама, которая представляет бумажные полотенца марки «Лагос» с лозунгом «когда вы случайно навели беспорядок». Это отсылает к действиям Ванды в Лагосе во время событий фильма «Первый мститель: Противостояние» (2016). Чарли Риджли на «Comicbook.com» сказал, что это самая ужасающая реклама сериала по сравнению с предыдущими, так как отражает боль и чувство вины, которые Ванда чувствует из-за своих действий в Лагосе.

### Подбор актёров

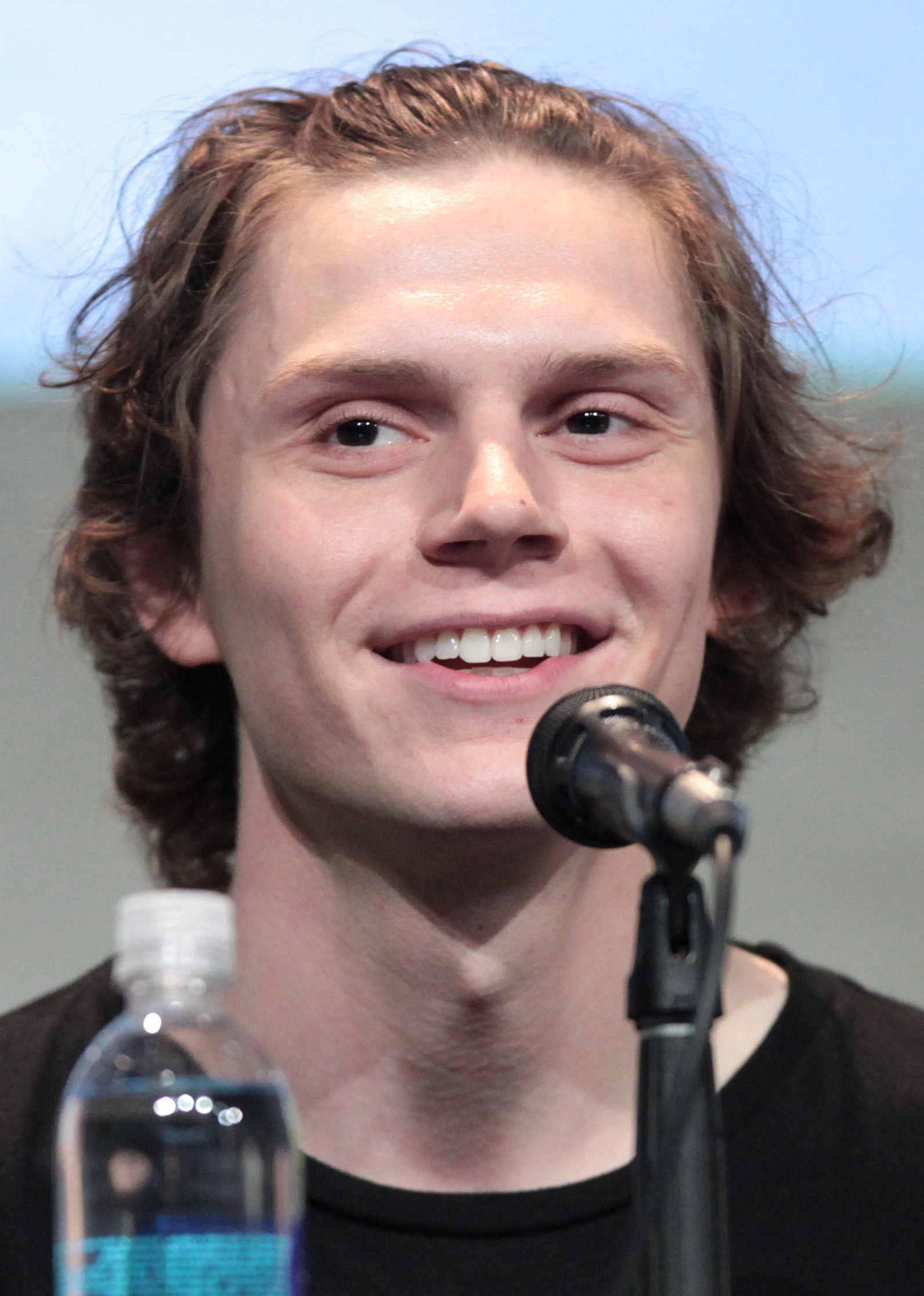
Эван Питерс в роли «Пьетро Максимоффа», ранее игравший другую версию персонажа в серии фильмов «Люди Икс».

Главные роли в эпизоде исполняют Элизабет Олсен (Ванда Максимофф), Пол Беттани (Вижн), Тейона Паррис (Моника Рамбо), Эван Питерс («Пьетро Максимофф»), Рэндалл Парк (Джимми Ву), Кэт Деннингс (Дарси Льюис) и Кэтрин Хан (Агнес):35:15-35:33. Ранее роль Пьетро в КВМ исполнял Аарон Тейлор-Джонсон, в то время как Питерс играл другую версию персонажа под именем Питера Максимоффа в серии фильмов «Люди Икс». Дарси замечает на экране, что Ванда «переписала» Пьетро, но это не было истолковано как реальная замена Тейлор-Джонсона. Жак Шеффер и соисполнительный продюсер Мэри Ливанос давно хотели включить Пьетро в сериал, и они решили, что персонаж будет «переписан» в выдуманной программе «Ванда/Вижн». Файги хотел убедиться в разумности появления персонажа в таком виде, и Шеффер отметила, что это отсылает к ситуации в ситкомах о смене актёра без «большой суеты», а также приезда в город родственника, который «взбудораживает семью». Она также назвала появление Питерса в КВМ «самым волнующим моментом», и Питерс сам был готов в любой момент появиться.
Роли сыновей Ванды и Вижна в эпизоде сыграли Джулиан Хиллиард и Бэйлен Билиц в роли Билли десяти- и пятилетнего возраста, а также Джетт Клайн и Гэвин Бордерс в роли Томми десяти- и пятилетнего возраста. Также в эпизоде появляются Джош Стамберг (директор «М.Е.Ч.» Тайлер Хейворд), Амос Глик (почтальон Деннис), Асиф Али (Норм), Алан Хекнер (агент «М.Е.Ч.» Монти) и Селена Андюз (агент «М.Е.Ч.» Родригес). Виктория Блэйд, Итамар Энрикес, Сидни Томас и Уэсли Киммел появляются в поддельной рекламе.

### Съёмки и визуальные эффекты
Съёмки на звуковой сцене проходили в павильонах студии «Pinewood Atlanta» в Атланте, Джорджия, где режиссёром стал Шекман, а Джесс Холл выступил в качестве оператора. Съёмки также проходили в мегаполисе Атланты, а наружные съёмки и съёмки на заднем дворе студии проходили в Лос-Анджелесе, когда сериал возобновил производство после перерыва из-за пандемии COVID-19:50. Холл использовал в этом эпизоде специальные линзы, соответствующие эпохе ситкома. Начальная сцена ситкома «Ванда/Вижн» включает в себя элементы, показанные в начальных сценах ситкомов «Семейные узы», «Проблемы роста» и «Полный дом». Визуальные эффекты к эпизоду были созданы компаниями «Lola VFX», «The Yard VFX», «Rodeo FX», «SSVFX», «Cantina Creative», «Zoic Studios», «RISE», и «capital T»:37:33-37:48.

### Музыка
Композиторы заглавной темы Кристен Андерсон-Лопес и Роберт Лопес сказали, что тема для эпизода под названием «Making It Up As We Go Along», была их любимой песней, которую они написали для сериала, так как они выросли в 1980-х годах. Лопес чувствовал, что «мастерство написания тематических песен достигло своего пика в 80-е годы», а темы были «более длинными… трогательными балладами». Это был стиль, которому они решили подражать с помощью «Making it Up as We Go Along», и поскольку тематические песни той эпохи были длиннее, это позволило паре «получить эмоции от этого». Лопес добавил, что им было легко найти эти эмоции, потому что у них с Андерсон-Лопес есть дети того же возраста, что и у Ванды и Вижна в этом эпизоде, и они также «пытались заставить всё работать, даже когда мир вроде как рушится вокруг нас». Композиция содержит музыкальные отсылки на тематические песни из «Проблемы роста» («As Long as We Got Each Other» Би Джей Томаса и Дженнифер Уорнс) и «Семейные узы» («Without Us» Джонни Мэтиса). Лопес и Андерсон-Лопес сказали, что они вдохновлялись рок-и поп-певцами 1980-х годов для этой песни, таких как Майкл Макдональд, Крис Кристофферсон, Хьюи Льюис и Тейлор Дейн. Изначально песня в ситкоме «Ванда/Вижн» была без слов, но они были добавлены после просьбы студии. «Marvel Music» и «Hollywood Records» выпустили саундтрек к пятому эпизоду в цифровом формате 12 февраля 2021 года, и в нём присутствовала музыка композитора Кристофа Бека. Первый трек — это главная тема эпизода, написанная и исполненная Андерсон-Лопес и Лопесом.
| №                   | Название                      | Длительность |
| ------------------- | ----------------------------- | ------------ |
| 1.                  | «Making It Up As We Go Along» | 1:42         |
| 2.                  | «Ten Years Old»               | 0:36         |
| 3.                  | «Lagos»                       | 0:30         |
| 4.                  | «Evaluation»                  | 3:08         |
| 5.                  | «Family Is Forever»           | 0:53         |
| 6.                  | «Missile Strike»              | 4:02         |
| 7.                  | «Cue Credits»                 | 0:29         |
| 8.                  | «Ode to Sparky»               | 1:48         |
| 9.                  | «Pietro»                      | 3:11         |
| Общая длительность: | Общая длительность:           | 16:19        |

## Маркетинг
В начале декабря 2020 года было выпущено шесть постеров для этого сериала, каждый из которых изображал десятилетие с 1950-х по 2000-е годы. Чарльз Пуллиам-Мур из «io9» сказал, что в отличие от предыдущих эпизодов, постер к эпизоду для 1980-х годов не содержит большого количества подсказок, хотя он указал на «неестественный блик на заднем плане, которое может указывать или не указывать на „ложность“ изображаемой реальности». После выхода эпизода Marvel анонсировала товары, вдохновлённые этим эпизодом, в рамках еженедельной акции «Marvel Must Haves» для каждого эпизода сериала, включая футболки, а также фирменную бутылку из нержавеющей стали «М.Е.Ч.» и стакан в форме банки.

## Релиз
Эпизод «В особом эпизоде…» был выпущен «Disney+» 5 февраля 2021 года.

## Отзывы
Агрегатор рецензий «Rotten Tomatoes» присвоил эпизоду 100 % рейтинга со средним баллом 8,57/10 на основе 23 отзывов. Консенсус критиков на сайте гласит: «„В особом эпизоде…“ сериала „Ванда/Вижн“ нет новых ответов, но некоторые хорошо отыгранные сюжетные повороты открывают дверь для множества новых вопросов — и одного очень неожиданного гостя».
Стивен Робисон из «The A.V. Club» сказал, что Ванда, столкнувшаяся с агентами «М.Е.Ч.а» стала «ого-моментом» серии, отметив, как в этой сцене вернулся заковианский акцент Ванды. Робинсон дал эпизоду оценку «B». Чанселлор Агард для «Entertainment Weekly» сказал, что эпизод оправдал своё название и с удовольствием наблюдал, как Элизабет Олсен продолжает «оживлять Ванду», создавая спектакль, который делает персонажа «болезненно человечным», указывая на противостояние с «М.Е.Ч.ом» в качестве примера. Кристиан Холуб, коллега Агарда, сравнил сцену, где Ванда запускает конечные титры ситкома, чтобы избежать разговора с Вижном, с короткометражным фильмом «Слишком много поваров» (2014). Рози Найт, в своём отзыве для «Den of Geek», заявила: «Кажется почти невозможным уследить за таким эпизодом, как „Мы прерываем эту программу“, но когда мы достигли середины сезона, команде „Ванда/Вижн“ это удалось». Она считает, что две сюжетные линии эпизода хорошо работают вместе, и сказала, что старение Томми и Билли было «жутким и повествовательно удобным самодовольством, которое работает в пользу эпизода». Найт также отметила сильную актёрскую игру Олсен и Беттани. Алан Сепинволл из «Rolling Stone» сказал, что «В особом эпизоде…» был пока что «самым живым, самым захватывающим и чисто развлекательным эпизодом» сериала и, возможно, сделало «трудоёмкие» ранние эпизоды стоящими того.
Мэтт Пёрслоу из «IGN» дал «В особом эпизоде…» 8 из 10, сказав, что эпизод разорвал созданную книгу правил сериала и почти достиг идеального баланса между семейным ситкомом и драмой КВМ. Хотя Пёрслоу нравилось видеть элементы ситкома наряду с деятельностью «М.Е.Ч.а» вне реальности ситкома, объединение двух сюжетных линий шло в ущерб сюжету ситкома в целом, с «всегда совершенной» темой эпизода и возможностью выбора, но с уменьшением числа шуток. Он надеется, что будущие эпизоды смогут сохранить баланс шуток и более тёмного начала. Кроме того, он полагает, что Вижен, начинающий понимать, что происходит, сделало одну из самых сильных сюжетных линий сериала, но считает, что Томми и Билли являются «пустыми стереотипными дети» и не стоят зрительского внимания. После слов о том, что первые четыре эпизода были «слабыми» и «переливали воду», Абрахам Рисман из «Vulture» сказал, что он искренне желает увидеть, что будет дальше в сериале после этого эпизода, но всё ещё не доволен в полной мере и дал ему 3 звезды из 5. Главная тема эпизода и вступительные титры были высоко оценены, причём Робинсон назвал тему эпизода «приятной» и сравнил вступительные титры с репродукцией на «Семейные узы», а Рисман сказал, что это была самая художественно интересная часть эпизода с пение Андерсон-Лопес и Лопеса, которое было «по-настоящему чудесным».
Многие рецензенты обсуждали появление Эвана Питерса как «переписанного» Пьетро. Финал характеризуется как удивительный и захватывающий момент, и также было отмечено, что Питерс играл этого персонажа так же, как и версию из серии фильмов «Люди Икс». Итан Сатофф описывает Питерса как «Фонзи-подобного персонажа», который вписывается в сеттинг ситкома 1980-х годов. Другие аспекты его появления вписываются в рамки ситкома, например Питерс носит версию своего костюма 1980-х годов из фильма серии фильмов «Люди Икс», и отсылки на смену актёра в ситкомах таких как «Моя жена меня приворожила», две актрисы, исполняющие Бекки Коннер в «Розанна», и две актрисы, исполняющие Вивиан Бэнкс в «Принц из Беверли-Хиллз». Считалось, что это появление создаёт идею мультивселенной, которая будет исследована в дальнейшей Четвёртой фазе, и способ ввести мутантов в КВМ. Мэтт Пэтчес из «Polygon» назвал появление персонажа «навязчивым» и «кивком в сторону узловатых проблем с правами», которые возникали с персонажем до того как «Disney» приобрела «21st Century Fox», а также «сам по себе умопомрачительным моментом». Джек Шепард из «Total Film» выразил мнение, что «Ванда/Вижну» не хватало «запала», который получил сериал «Disney+» «Мандалорец», но он считает, что появление Питерса «забросит» сериал в «общественном сознании», сравнив это с введением малыша Йоды в «Мандалорце». Агард и Рисман, с другой стороны, чувствовали, что это появление было «сделано для фанатов» и проскользнёт мимо обычных зрителей.